# Český Brod
Český Brod (německy Böhmisch Brod) je město v okrese Kolín ve Středočeském kraji. Leží asi 27 kilometrů západně od Kolína, osmnáct kilometrů jihozápadně od Nymburka a devět kilometrů východně od Úval. Žije zde přibližně 7 500 obyvatel. V roce 2011 zde bylo evidováno 1752 adres. Městem také protéká malá říčka Šembera, do které se zde vlévá Jalový potok a potok Bušinec.
Český Brod je také název katastrálního území o rozloze 7,36 km².

## Název
Jméno Brod je odvozeno od říčního brodu přes říčku Šemberu na cestě (trstenické stezce) směřující z Prahy do Kolína a dále na východ či na jih. Současný název Český Brod se používá od počátku 14. století. Název města v latině zní Broda Bohemica.

## Historie

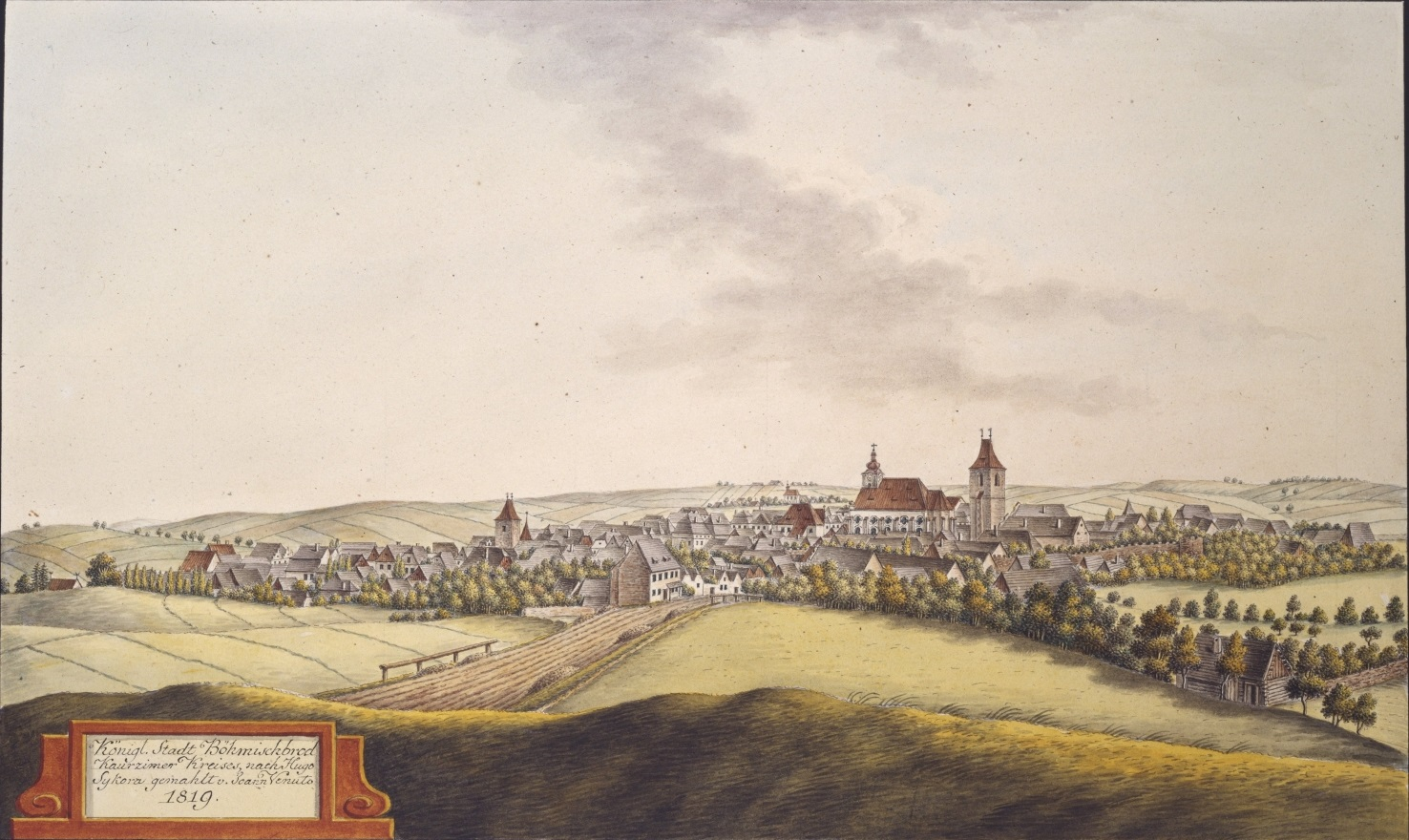
Český Brod v roce 1819, kresba Johanna Venuta

Český Brod je gotické město, které s velkou pravděpodobností založil pražský biskup Jan I. ve 12. století jako trhovou osadu na trstenické stezce, která spojovala Prahu s jižní a východní Evropou. Na město jménem Biskupský Brod (Broda Episcopalis) byla osada povýšena pražským biskupem Janem III. z Dražic pravděpodobně v roce 1268. Současně udělil městu právo na hradby. V roce 1289 byl Brod již trhovým městečkem. Biskup Tobiáš žaluje roku 1289 králi Václavu II., že Konrád a Jindřich z „Altenburga“ (Stará?) vyplenili dvůr v jeho Kejích a dvůr v Liblicích a jiné dvě vsi i s Brodem, trhovým městečkem naším, a Brod sám vypálili.
Charakter Českého Brodu jako biskupského a arcibiskupského města skončil během husitských válek, ve kterých samo město hrálo významnou úlohu. Následně byl roku 1437 Český Brod povýšen Zikmundem Lucemburským na královské město a dal mu dnešní znak. Následný hospodářský rozkvět byl v roce 1512 přerušen, když město silně poškodil velký požár. Během třicetileté války pak bylo město dvakrát vypleněno a to ho na dlouhou dobu silně hospodářsky i populačně poznamenalo.

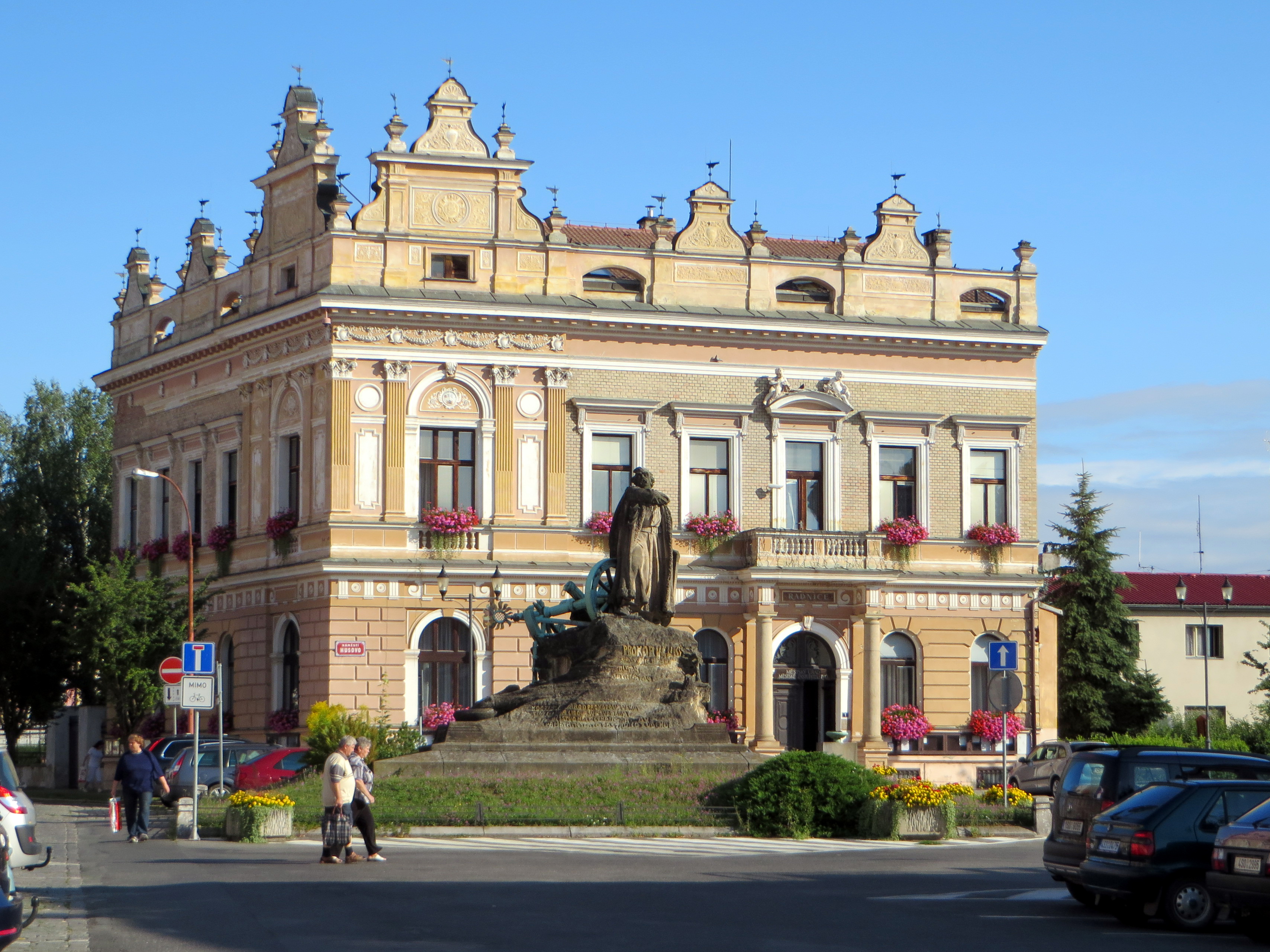
Nová radnice a pomník Prokopa Holého, Husovo náměstí č.p. 70

Český Brod byl roku 1845 napojen na velmi důležitou železnici mezi Prahou a Vídní, a proto zde mohla proběhnout relativně dynamická industrializace a zakládání několika důležitých podniků (lichtenštejnský cukrovar, pivovar aj.). Díky tomu mohl nastat růst města (do roku 1910 se počet obyvatel zdvojnásobil) a výstavba honosných městských budov.
Ve 20. století se město dále modernizovalo, rozšiřovalo svou zástavbu a v druhé polovině století ráz města dotvořila panelová výstavba, realizovaná především v jeho jihozápadní části a přeložení státní silnice mimo samotné město jižním směrem. V budově zdejšího gymnázia byla podepsána 8. května 1945 ve 21:05 kapitulace zbytků německých vojsk ve středních Čechách.

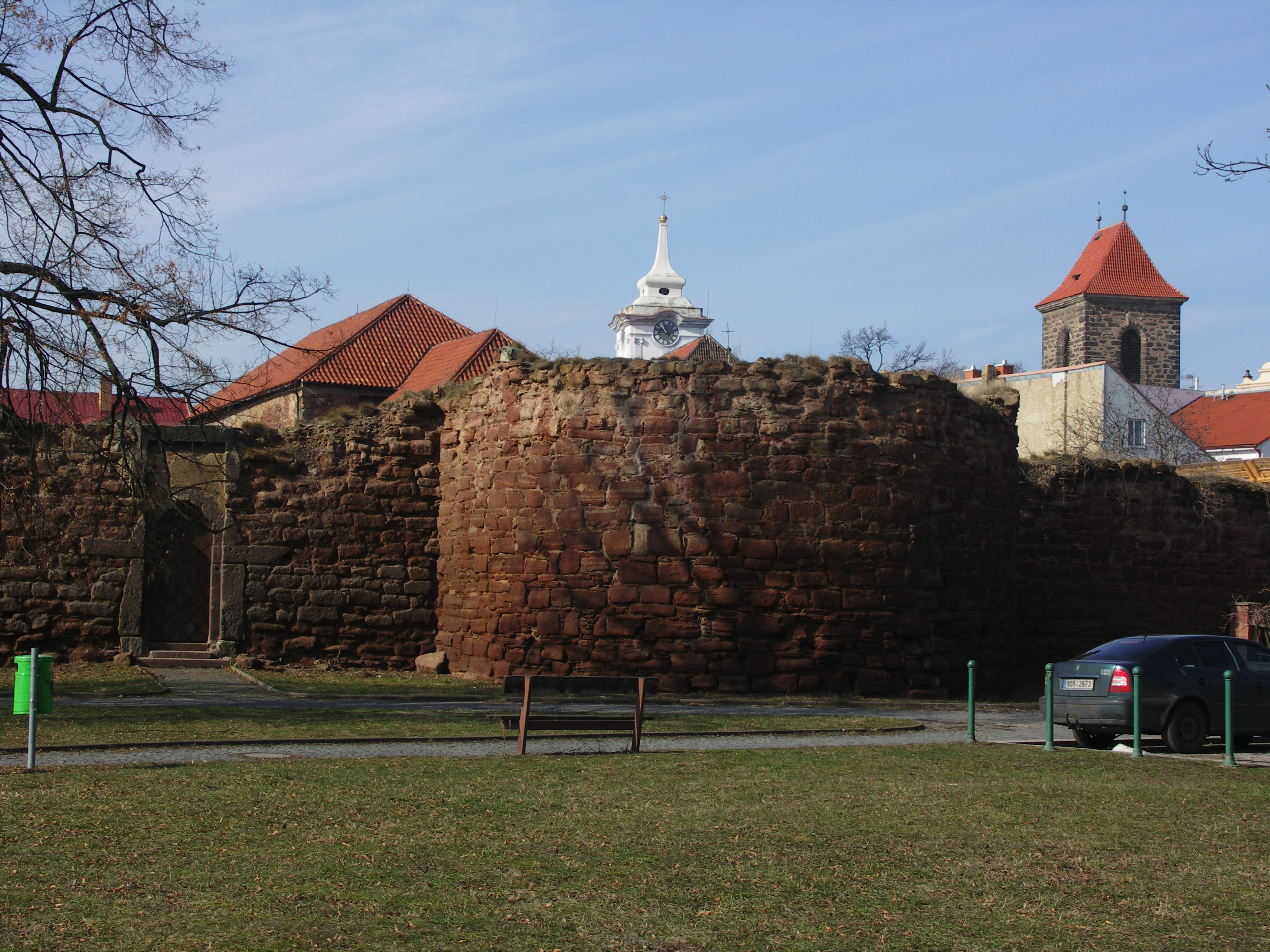
Zbytky městského opevnění s věžemi kostela svatého Gotharda v pozadí

Historické jádro města je od roku 1990 městskou památkovou zónou.
Ve městě Český Brod (5386 obyvatel) byly v roce 1932 evidovány tyto živnosti a obchody:
- Instituce: okresní úřad, okresní soud, berní správa, berní úřad, katastrální zeměměřičský úřad, důchodkový kontrolní úřad, okresní četnické velitelství, poštovní úřad, telegrafní úřad, telefonní úřad, 2 katolické kostely, státní reálné gymnázium, okresní chudobinec, museum, okresní nemocnice, sbor dobrovolných hasičů.
- Živnosti a průmysl: obchodní grémium, společenstvo kovářů a podkovářů, smíšených řemesel stavitelských, řezníků, továrna na hospodářské stroje Josef Jánský, továrna na plynová kamna, 2 slévárny železa, pivovar, 3 cihelny, Pečecká rafinerie cukru, hospodářské družstvo, parní válcový mlýn, 2 pily, pivovar Právovarečného měšťanstva, 4 stavební družstva, velkostatek Weidenhoffer.
- Služby: 7 lékařů, zubní lékař, 2 zvěrolékaři, 5 advokátů, notář, architekt, biografy Sokol a Lido-Bio, 3 fotoateliéry, 2 geometři, 3 hotely (U krále Jiřího, U Prokopa velikého, U slunce), 2 restaurace, lékárna, letní lázně, 2 realitní kanceláře, Okresní hospodářská záložna, Spořitelna města Českého Brodu, Záložna občanská, Živnostenská záložna, 4 stavitelé, zubní ateliér.

V obci Liblice (750 obyvatel, samostatná obec se později stala součástí Českého Brodu) byly v roce 1932 evidovány tyto živnosti a obchody: autodoprava nákladní, Českobrodský cukrovar, elektrotechnický závod, holič, 2 hostince, kapelník, kovář, obchod s máslem a vejcem, obuvník, 2 pekaři, 3 rolníci, 4 obchody se smíšeným zbožím, obchod se střižním zbožím, 2 švadleny, trafika, truhlář, obchod s uhlím, státní výzkumná stanice zemědělská, zahradnictví.
Ve vsi Štolmíř (600 obyvatel, katol. kostel, samostatná ves se později stala součástí Českého Brodu) byly v roce 1932 evidovány tyto živnosti a obchody: obchod s cementovým zbožím, 2 hostince, kolář, kovář, 2 krejčí, obchod s máslem a vejcem, obuvník, pekař, 11 rolníků, řezník, sadař, 3 obchody se smíšeným zbožím, trafika, truhlář.

## Obyvatelstvo
Počet přihlášených obyvatel k 31. prosinci 2023:
| Muži            | Muži  | Muži  | Ženy  | Ženy  | Ženy  |
| --------------- | ----- | ----- | ----- | ----- | ----- |
| 3 611           | 3 611 | 3 611 | 3 812 | 3 812 | 3 812 |
| 0–14            | 0–14  | 15–64 | 15–64 | 65+   | 65+   |
| 1 338           | 1 338 | 4 662 | 4 662 | 1 423 | 1 423 |
| Celkem obyvatel |       |       |       |       |       |
| 7 423           |       |       |       |       |       |

Vývoj počtu obyvatel a domů v Českém Brodě:
| Rok       | 1869  | 1880  | 1890  | 1900  | 1910  | 1921  | 1930  | 1950  | 1961  | 1970  | 1980  | 1991  | 2001  | 2011  | 2021  |
| --------- | ----- | ----- | ----- | ----- | ----- | ----- | ----- | ----- | ----- | ----- | ----- | ----- | ----- | ----- | ----- |
| Obyvatelé | 3 141 | 3 841 | 4 087 | 4 233 | 4 589 | 4 456 | 5 385 | 5 717 | 5 719 | 6 642 | 6 893 | 7 031 | 6 670 | 6 915 | 7 261 |
| Domy      | 269   | 307   | 331   | 363   | 422   | 546   | 866   | 1 099 | 1 074 | 1 365 | 1 430 | 1 534 | 1 532 | 1 653 | 1 792 |

## Městská správa

### Územněsprávní začlenění
Dějiny územněsprávního začleňování zahrnují období od roku 1850 do současnosti. V chronologickém přehledu je uvedena územně administrativní příslušnost obce v roce, kdy ke změně došlo:
- 1850 země česká, kraj Pardubice, politický okres Černý Kostelec, soudní okres Český Brod[14]
- 1855 země česká, kraj Praha, soudní okres Český Brod
- 1868 země česká, politický i soudní okres Český Brod
- 1939 země česká, Oberlandrat Kolín, politický i soudní okres Český Brod[15]
- 1942 země česká, Oberlandrat Praha, politický i soudní okres Český Brod[16]
- 1945 země česká, správní i soudní okres Český Brod[17]
- 1949 Pražský kraj, okres Český Brod[18]
- 1960 Středočeský kraj, okres Kolín
- 2003 Středočeský kraj, okres Kolín, obec s rozšířenou působností Český Brod

### Části města
- Český Brod
- Liblice
- Štolmíř

Součástí evidenční části obce Český Brod je i na březích Podvinného a Mlýnského rybníka osada Zahrady, která urbanisticky splývá se sousedními obcemi Vrátkov a Tuchoraz v jeden sídelní celek.

### Městské symboly
Znak města je historický, vlajka byla městu udělena rozhodnutím předsedy Poslanecké sněmovny Parlamentu České republiky dne 6. června 2017.

## Doprava
Dopravní síť

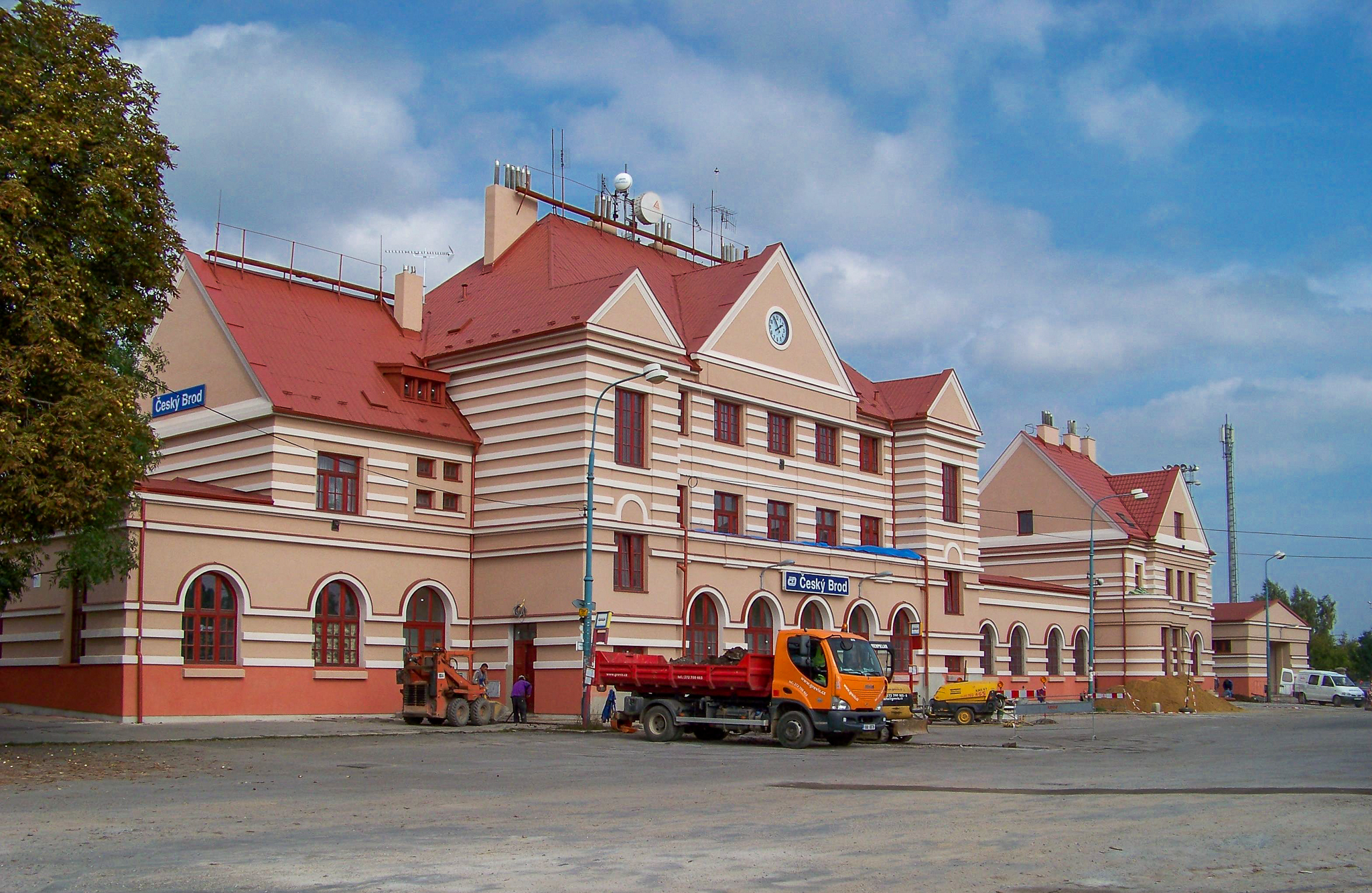
Vlakové nádraží, budova s prvky rondokubismu

- Pozemní komunikace – Po obchvatu města Český Brod prochází silnice I/12 Praha–Kolín; začínají/končí zde silnice II. třídy II/113 Český Brod – Mukařov – Chocerady – Vlašim, II/245 Brandýs nad Labem – Čelákovice – Český Brod, II/272 Český Brod – Lysá nad Labem – Benátky nad Jizerou – Bělá pod Bezdězem a II/330 Nymburk – Sadská – Český Brod.

- Železnice – Městem Český Brod vede železniční trať Praha – Česká Třebová. Je to elektrizovaná celostátní trať zařazená do evropského železničního systému, součást 1. a 3. koridoru. V přilehlých úsecích je tříkolejná. Doprava na ní byla zahájena roku 1845.

Veřejná doprava 2024
- Autobusová doprava – Z města vedly příměstské autobusové linky: 422 Český Brod, železniční stanice – Kouřim – Kolín,nádraží, 426 Pečky, železniční stanice– Poříčany, žel.st. – Český Brod, železniční stanice– Tuklaty, Tlustovousy, 435 Klučov, Skramníky – Český Brod, železniční stanice – Vrátkov – Říčany,Wolkerova, 491 Český Brod, železniční stanice– Doubravčice – Mukařov, 659 Český Brod, železniční stanice– Kostelec nad Černými lesy, náměstí – Vlkančice – Stříbrná Skalice, náměstí, 660 Český Brod, železniční stanice– Doubravčice – Kostelec nad Černými lesy,nám., 661 Český Brod, železniční stanice– Starý Vestec – Lysá nad Labem, železniční stanice, 662 Čelákovice, Toušeňská – Český Brod, železniční stanice– Kouřim

- Železniční doprava – Vlaky zastavující v železniční stanici Český Brod jsou v jízdním řádu pro cestující uvedeny v tabulce 011. Vedou tudy linky S1 (osobní vlaky Praha–Kolín) a R41 (spěšné vlaky Praha – Kutná Hora) v rámci pražského systému Esko.

Železniční nehody
27. června 1920 se zde srazil osobní objednaný vlak vezoucí Sokoly na sokolský slet s nákladním vlakem. Zahynulo 5 osob a 30 osob bylo těžce zraněno.
Ve večerních hodinách dne 14. července 2020 najel osobní vlak jedoucí z Prahy zezadu do nákladního vlaku stojícího před vjezdovým návěstidlem. Strojvedoucí osobního vlaku nehodu nepřežil, dalších 33 lidí bylo zraněno.

## Vzdělání
K vybavení města patří tři mateřské školy (jedna v místní části Liblice), dvě základní školy, základní umělecká škola. Střední školy jsou ve městě zastoupeny gymnáziem, střední odbornou školou specializující se na ekonomii a informační technologie, a také praktickou školou.

## Kultura
Město také bylo známé jako místo konání hudebního festivalu Rock for People, který však byl v roce 2007 přesunut do Hradce Králové.
Knihovnicko-informační služby jsou soustředěny v prostorách budovy Staré radnice na náměstí Arnošta z Pardubic č.p. 1, kde sídlí Informační centrum města a Městská knihovna Český Brod.
Vzdělávací, informační, kulturní a výchovné činnosti v Českém Brodě zajišťuje Centrum vzdělávání, informací a kultury (CVIK), které vzniklo v roce 2020 a které zastřešuje činnost městské knihovny, informačního centra a kulturního domu Svět, a také Podlipanské muzeum, fungující ve městě nepřetržitě už od roku 1896.

### Informační centrum
Informační centrum sídlí v budově Staré radnice čp. 1, svou činnost zahájilo v roce 2012, kdy bylo zřízeno městem Český Brod za účelem propagace města a místních organizací, poskytování informačních služeb turistům, obyvatelům města i obyvatelům spádové oblasti, zajišťování kulturních akcí a poskytování služeb spojených s touto činností. Zajišťuje prohlídky českobrodského podzemí a galerie Šatlava, nabízí prodej propagačních předmětů. Kromě toho poskytuje reprografické služby (kopírování, skenování, laminace, kroužková vazba), podílí se také na distribuci místního periodika Českobrodský zpravodaj. Informační centrum je členem Asociace turistických center (A. T. I. C.), v letní turistické sezóně je zde zajištěn víkendový provoz.

### Kulturní dům Svět
Budovu současného kulturního domu nechal v letech 1939–1940 vystavět místní spolek Švehlův dům. V roce 1947 zde svou činnost zahájilo kino Osvěta, od roku 1969 byl objekt známý pod názvem kino Svět. Od poslední velké rekonstrukce v roce 2015 nese název Kulturní dům Svět. Kulturní dům zajišťuje především pořádání filmových, divadelních a hudebních představení nebo besed pro děti i dospělé. Filmová promítání v původním Kině Svět měla dlouholetou tradici, k jejich omezení došlo s nástupem digitální formy filmových děl. V roce 2021 proběhla digitalizace kina, takže v současnosti se zde promítají premiérové filmy s kvalitním obrazem i zvukem. Prostory kulturního domu slouží také k pronájmu místním spolkům, organizacím i široké veřejnosti pro konání kulturních a vzdělávacích pořadů nebo výstav.

## Ekonomika
Ve městě není žádný dominantní zaměstnavatel a velká část obyvatel využívá snadné dopravní dostupnosti k dojíždění do Prahy a Kolína. Nepříliš velké město je ale zároveň přirozeným centrem dosti rozlehlé oblasti a přestupním uzlem, proto mnoho osob naopak dojíždí do něj a nachází práci ve službách, obchodě, školách a správních úřadech.
Průmysl strojírenský je zastoupen výrobcem domácích spotřebičů firmou Karma (podle jména zakladatele Karla Macháčka), jejíž název se stal obecným názvem pro plynový ohřívač vody.
Největším potravinářským podnikem jsou Jatky Český Brod, specializované na porážku prasat. Postupně zanikly dva cukrovary, část jejich budov dosud stojí.

## Pamětihodnosti

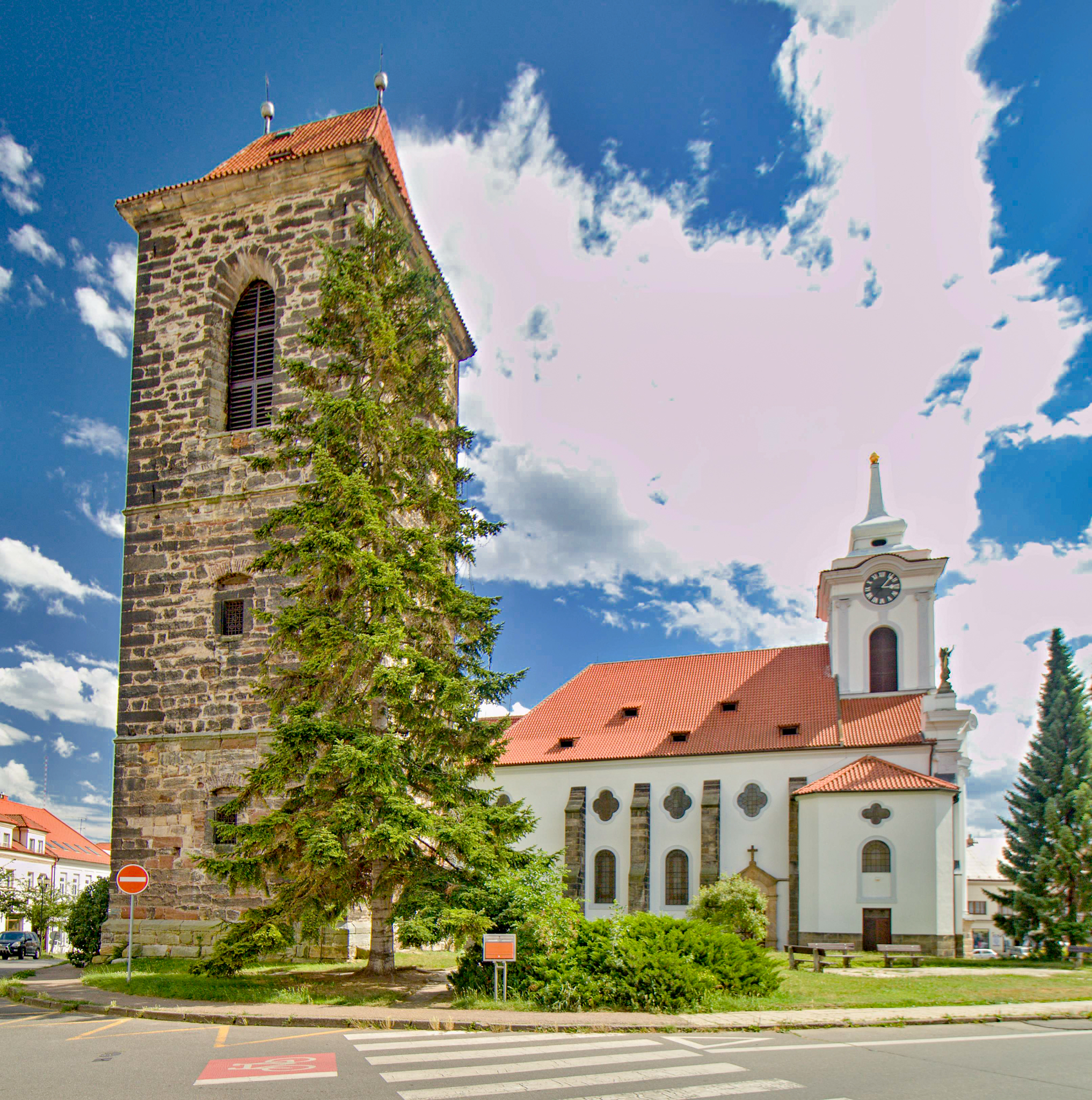
Náměstí Arnošta z Pardubic se zvonicí a kostelem svatého Gotharda

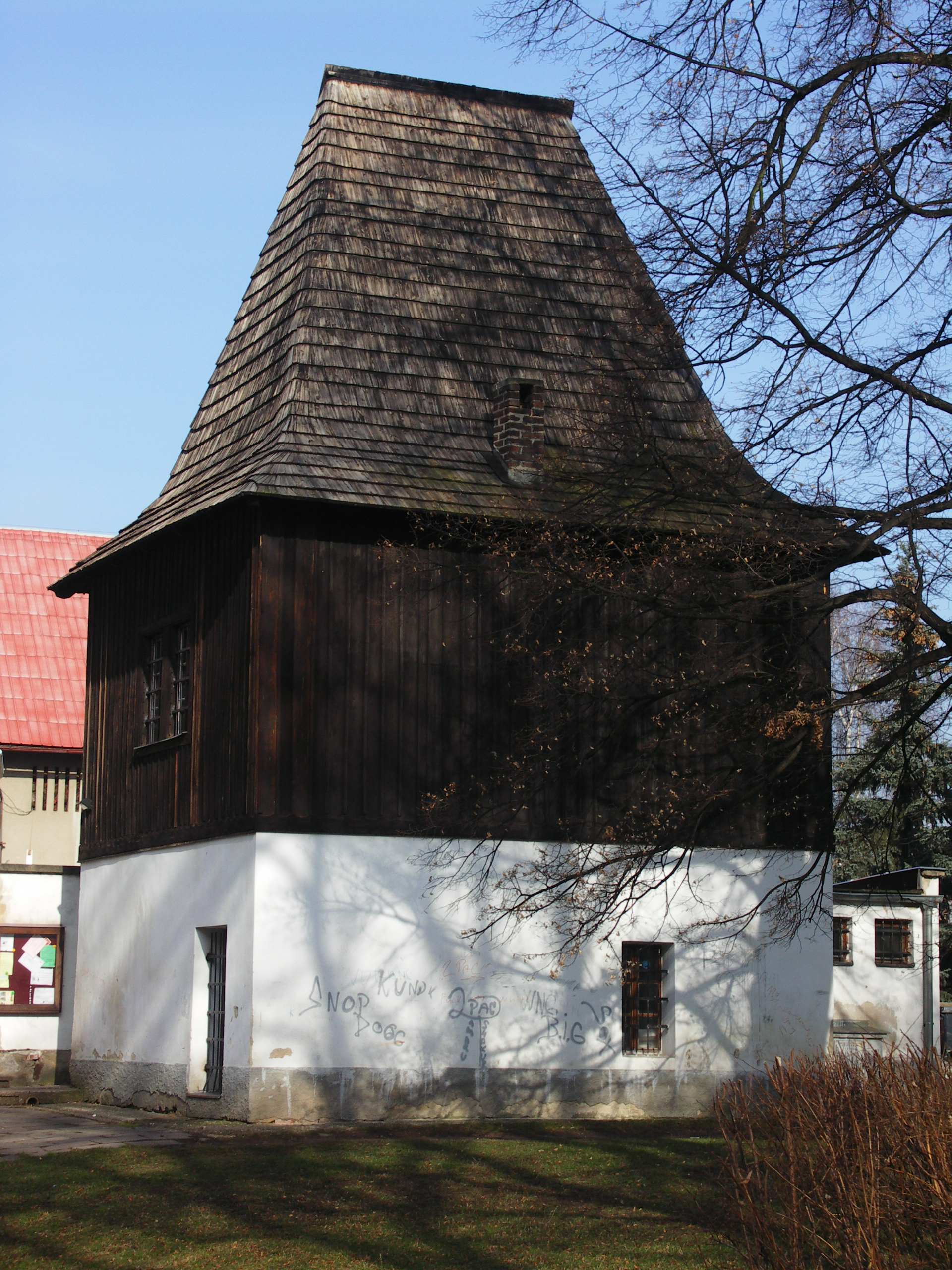
Zvonice kostela Nejsvětější Trojice

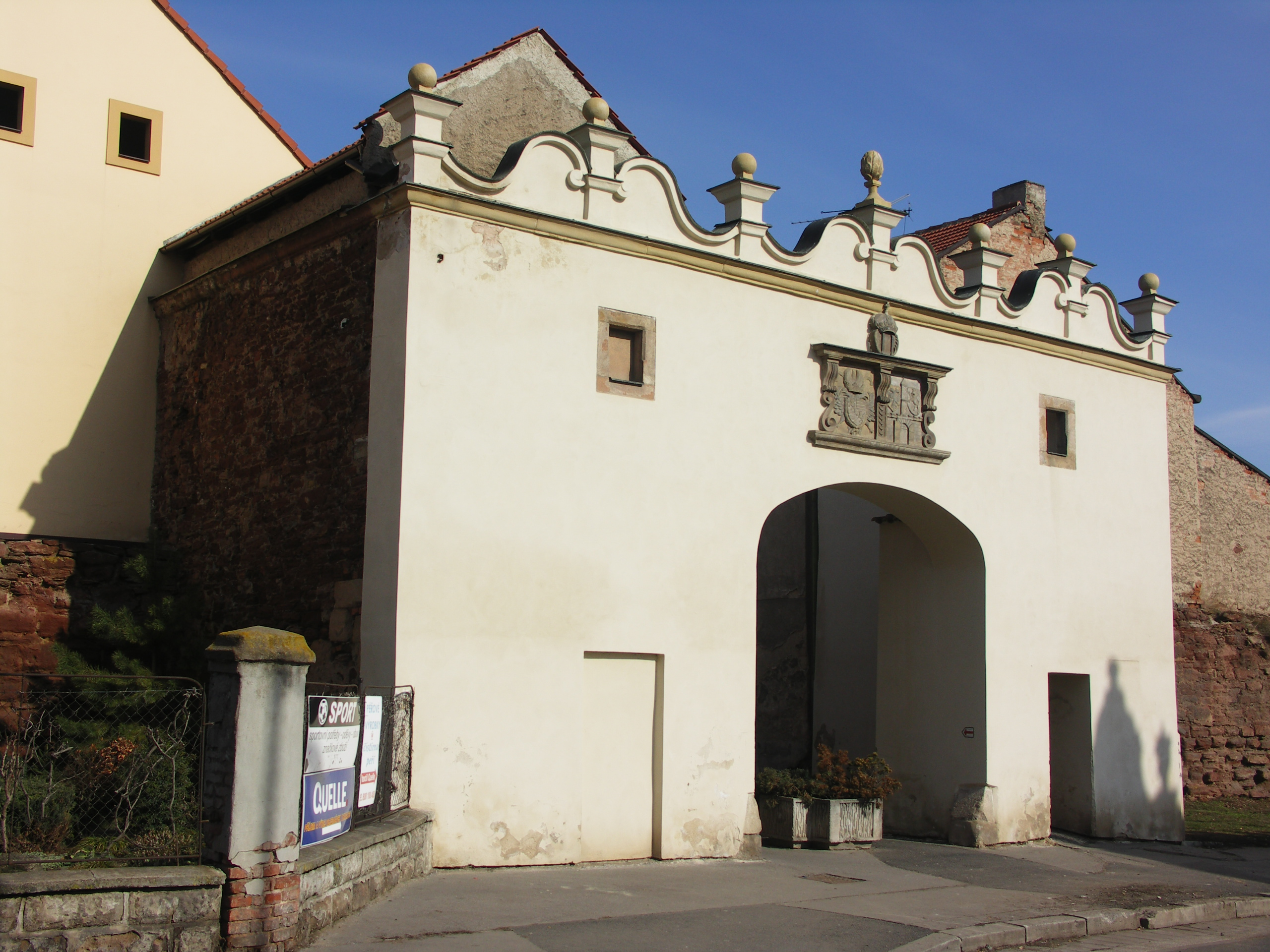
Kouřimská brána

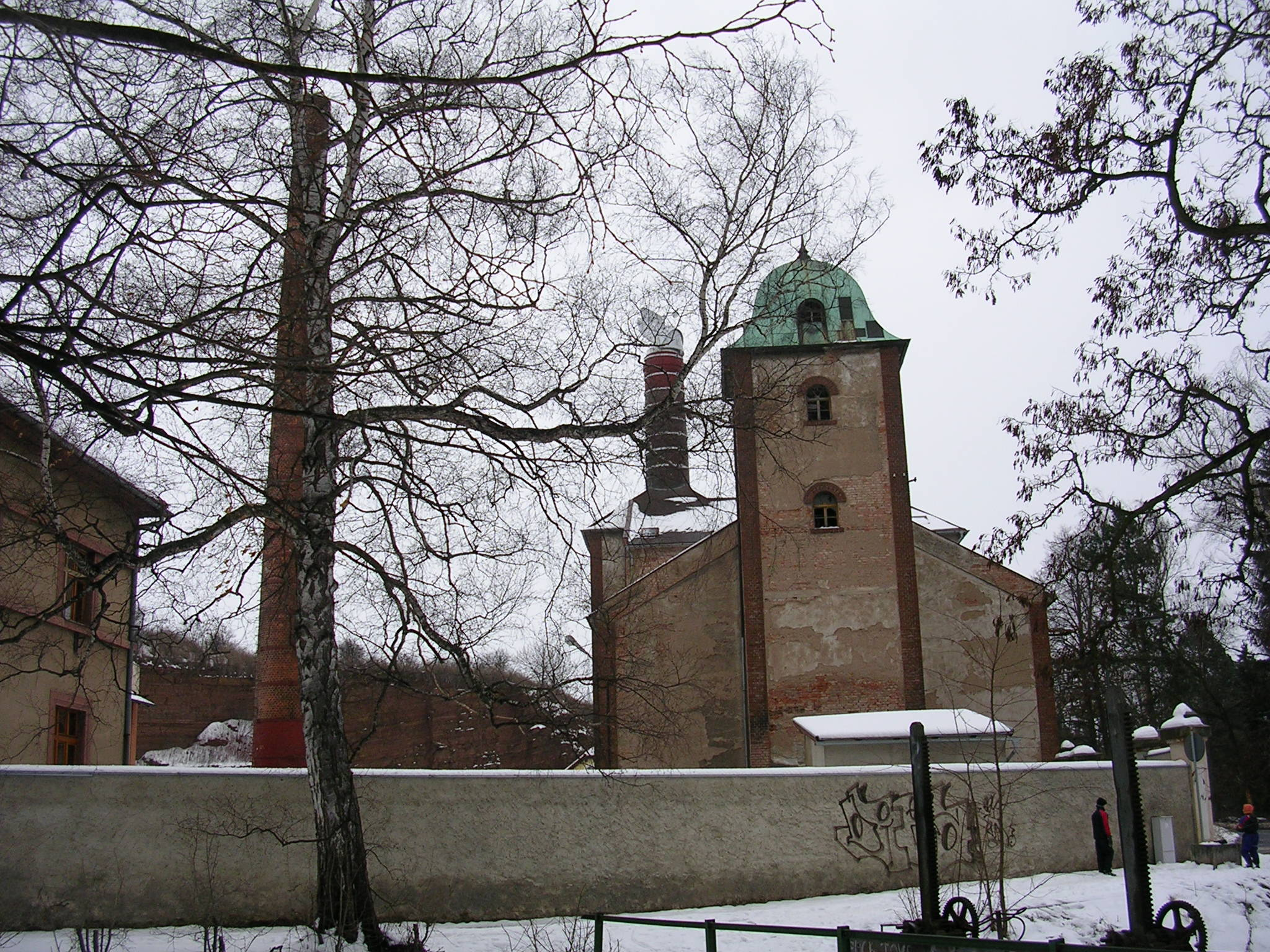
Pivovar v Českém Brodě

- Kostel svatého Gotharda na náměstí Arnošta z Pardubic začal být stavěn v první polovině 14. století na místě původního románského kostelíka z 12. století. Kolem roku 1500 byl pozdně goticky přestavěn, roku 1613 byl přestavěn renesančně. Dnešní vzhled mu dala barokní přestavba z let 1765–1772. Poblíž kostela se nachází kamenná zvonice postavená v letech 1578–1585. Uvnitř se nachází zvon Marie z roku 1689.
- Zvonice u kostela sv. Gotharda – Renesanční zvonice u kostela sv. Gotharda, postavená v letech 1578–1585 z pískovcových kvádrů, nahradila původní umístění zvonů ve věži kostela po jeho poškození husity a dnes v ní visí zvon Marie z roku 1689. Spolu s kostelem je zapsána v Ústředním seznamu nemovitých kulturních památek ČR.
- Kaple sv. Gotharda, postavená v roce 1727 nad pramenem považovaným za zázračný, byla poutním místem i místem udílení měšťanství; po období chátrání prošla rekonstrukcí v letech 2017-2018. Dnes je ve vlastnictví města a zapsána mezi kulturní památky ČR.
- Kostel Nejsvětější Trojice byl postaven v letech 1560–1562 jako kostel náležející ke hřbitovu, který tam byl přenesen od kostela sv. Gotharda. Dnešní podoba kostela je z roku 1613. Hřbitov byl znovu přenesen na jiné místo a kostel v současné době slouží jako modlitebna Českobratrské církve evangelické. Z vnější strany kostela na jeho zdi se nachází kamenná renesanční kazatelna z roku 1585. Nedaleko kostela je zvonice, jejíž přízemí v době fungování hřbitova sloužilo jako márnice.
- Zvonice u kostela Nejsvětější Trojice ze 16. století je jednopatrová hranolová věž se zděným přízemím, které sloužilo jako márnice; od rekvizice zvonů v roce 1916 je bez zvonů. Spolu s kostelem je zapsána v Ústředním seznamu nemovitých kulturních památek ČR.
- Stará radnice v Českém Brodě byla postavena ve 14. století a patří k nejstarším radnicím v Čechách. Sloužila v průběhu staletí jako sídlo městské správy, soud, lékárna, zbrojnice i vězení, které je dnes součástí galerie Šatlava. Budova je kulturní památkou a v posledních letech prošla rozsáhlou rekonstrukcí.
- Městské opevnění – Město bylo opevněno ve 14. století. Z původního opevnění se dochoval jen krátký úsek v ulici Jana Kouly. Město mělo původně tři brány – Pražskou, Liblickou a Kouřimskou. Dodnes se dochovala jen brána Kouřimská, zbylé dvě byly zbourány v 19. století.
- Českobrodské podzemí, budované souběžně s městem, sloužilo k ochraně majetku a skladování zboží, především soli a piva. Gotické chodby a sklepy se dochovaly dodnes. V 90. letech byly prostory pod Starou radnicí odkryty a dnes slouží mimo jiné jako svatební síň a součást kulturního centra.
- Měšťanský pivovar stál původně vedle novorenesanční radnice. Nový pivovar byl stavěn od roku 1861 na místě bývalého lomu. Otevřen byl roku 1884 a byl vyprojektován firmou Novák a Jahn. V roce 1912 přibyla varna a roku 1933 postavila firma Müller a Kapsa dominantní sladovnu s kupolí. Na počátku roku 1949 byl pivovar znárodněn. Vyrábělo se zde například 10° výčepní světlé pivo, 12° světlý ležák a 14° tmavý speciál Granát. Budovy pivovaru a sladovny jsou dnes opraveny a majitel chce navázat na přerušenou tradici českobrodského pivovarnictví.[21]
- Podlipanské muzeum, jehož vznik inicioval spolek Okresní muzejní jednota v roce 1896, bylo podle návrhu architekta Antonína Balšánka otevřeno až v roce 1931. Dnes je součástí Regionálního muzea v Kolíně a nabízí stálou expozici o bitvě u Lipan; budova je zapsána mezi kulturní památky ČR.
- Sokolovna v Českém Brodě, postavená v roce 1884 podle návrhu architekta Jana Kouly, se od svého otevření v roce 1885 stala důležitým společenským centrem města a dodnes slouží svému účelu. Budova s unikátními interiéry je zapsána mezi nemovité kulturní památky ČR.
- Kapucínský klášter s kostelem sv. Máří Magdalény - Bývalý kostel sv. Máří Magdalény s pozůstatky kláštera, založený roku 1359, prošel řadou přestaveb a změn účelu – od špitálu přes sýpku až po skladiště; dnes je v soukromém vlastnictví. Je zapsán v Ústředním seznamu nemovitých kulturních památek ČR.
- Masné krámy z 2. poloviny 16. století sloužily jako ulička s 28 řeznickými obchody; dochovala se vstupní brána se znakem cechu a původním portálem. Jsou zapsány v Ústředním seznamu nemovitých kulturních památek ČR.
- Barokní sousoší sv. Rodiny z let 1722–1723, připisované dílně Jana Jiřího Šlanzovského, zobrazuje lyricky pojaté rodinné štěstí a bylo financováno z odkazu měšťanky Terezie Tlapalové. Originál je uložen v Podlipanském muzeu a sousoší je zapsáno mezi kulturní památky ČR.[22]

Krom zmíněných památek se ve městě nachází Kaplička sv. Blažeje, Kaplička sv. Jana Nepomuckého u kostela, pomník Prokopa Velikého z roku 1910, budova sokolovny od architekta Jana Kouly z roku 1884 nebo pozdně secesní budova Podlipanského muzea z let 1927 až 1930 od architekta Antonína Balšánka (návrh pocházel z roku 1914), Oba architekti jsou pohřbeni na českobrodském hřbitově.

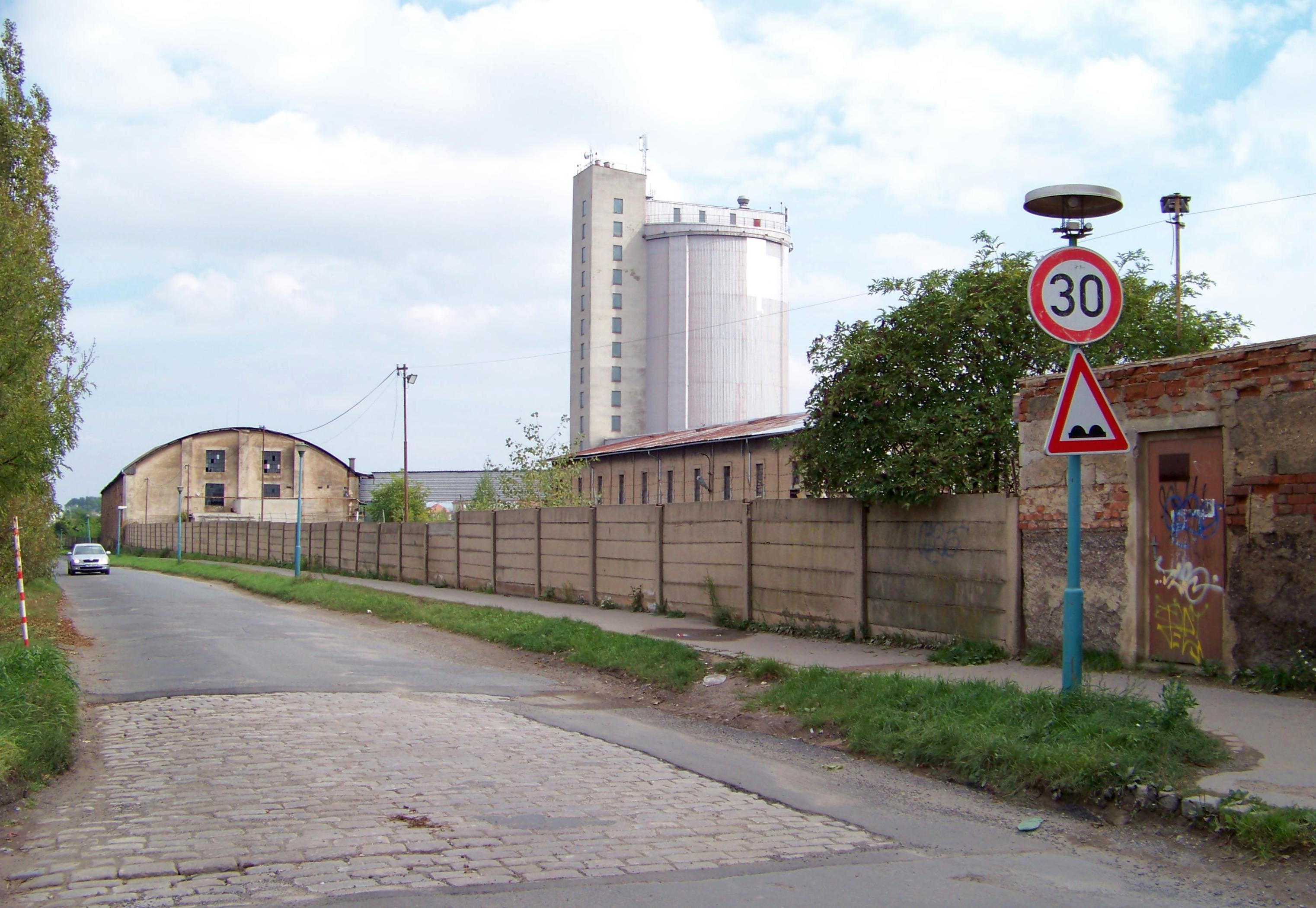
Pozůstatky českobrodského cukrovaru - sklady a silo

Z dalších důležitých industriálních památek je zde výstavná nádražní budova z let 1928 až 1929 ve stylu geometrické moderny s prvky rondokubismu, naproti stojící zbytky významného cukrovaru (část cukerních půd, skladiště cukru, administrativní budova, silo z 80. let 20. století) založeného v 60. letech 19. století, pětipatrové silo u železnice z roku 1923 (po ukončení provozu zakoupeno městem; na pozemku leží další skladiště z roku 1907) nebo bývalá parní pila Josefa Klímy naproti kinu z přelomu 19. a 20. století.

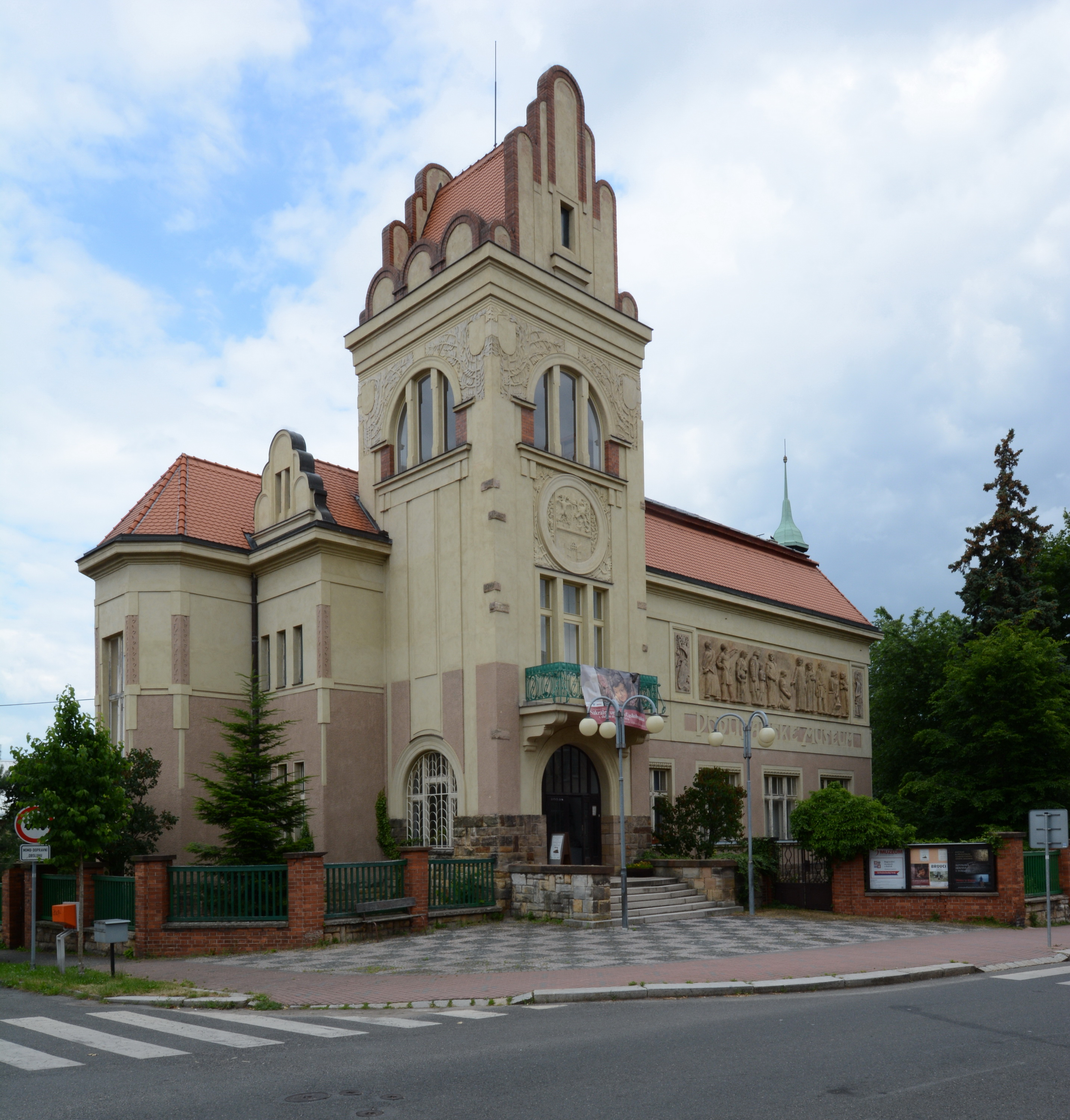
Podlipanské muzeum, budova od A. Balšánka

V místní části Liblice se nalézá rozhlasový vysílač, jehož dvojice stožárů představuje nejvyšší stavby v ČR.

### Zaniklé stavby
- Chouranický mlýn - v zaniklé obci Chouranice v jihozápadní části města

## Osobnosti

### Rodáci
- Ondřej z Brodu (1360–1427), římskokatolický kněz, teolog, pedagog
- František Balátě (1889–1965), legionář, plukovník československé armády a stavební ředitel
- Antonín Balšánek (1865–1921), architekt a vysokoškolský pedagog
- Jan Bedrna (1897–1956), lékař a pedagog, klíčová osobnost československé chirurgie a kardiochirurgie, spoluzakladatel lékařské fakulty v Hradci Králové
- Jan Bočan (1937–2010), architekt, vysokoškolský pedagog
- Břetislav Jedlička-Brodský (1873–1948), spisovatel a novinář, člen okrašlovacích spolků a propagátor výsadeb „stromů svobody“
- Jan Koula (1855–1919), architekt, vysokoškolský pedagog a rektor ČVUT
- František Mrázek (1958–2006), lobbista, podnikatel
- Gotthard Pokorný (1733–1802), houslista, varhaník a hudební skladatel
- František Pokorný (1827–1907), politik, podnikatel
- Gotthard Pokorný (1733–1802), varhaník a hudební skladatel
- Yvetta Simonová (* 1928), zpěvačka
- Hana Skoumalová (1903–1999), překladatelka
- Michael Slavík (* 1955), římskokatolický kněz, generální vikář pražské arcidiecéze
- Václav Jáchym Vrabec (1740–1804), chirurg

### Další osobnosti
- Radovan Lukavský (1919–2008), herec a pedagog
- František Macháček (1874–1941), od roku 1919 starosta Českého Brodu, místopředseda strany sociálně demokratické a spoluzakladatel Dělnické tělovýchovné jednoty
- Jozef Miškovský (1859–1940), novinář, spisovatel, nakladatel, historik a činovník mnoha místních spolků

## Fotografie

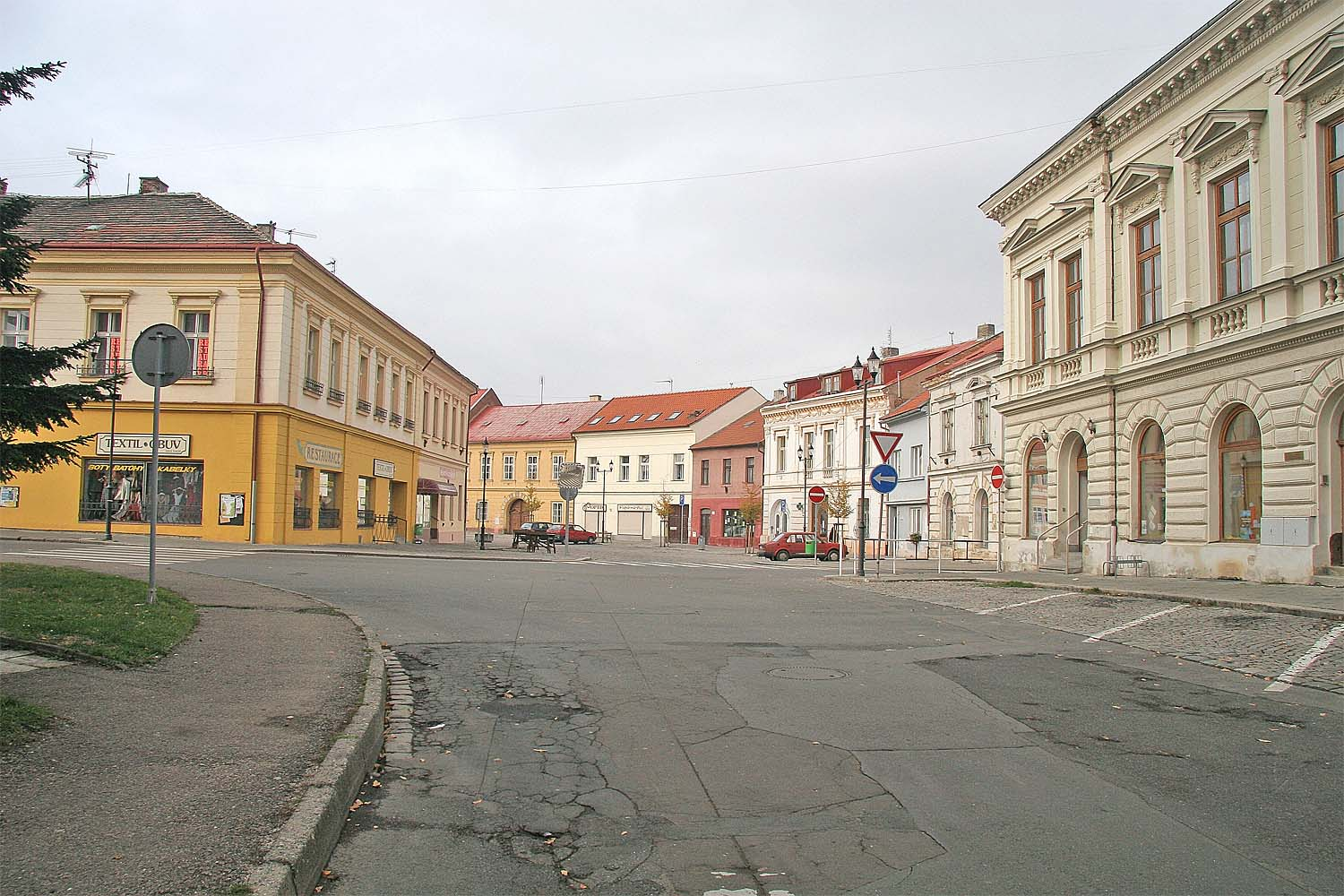
Pohled z náměstí Arnošta z Pardubic na náměstí Husovo
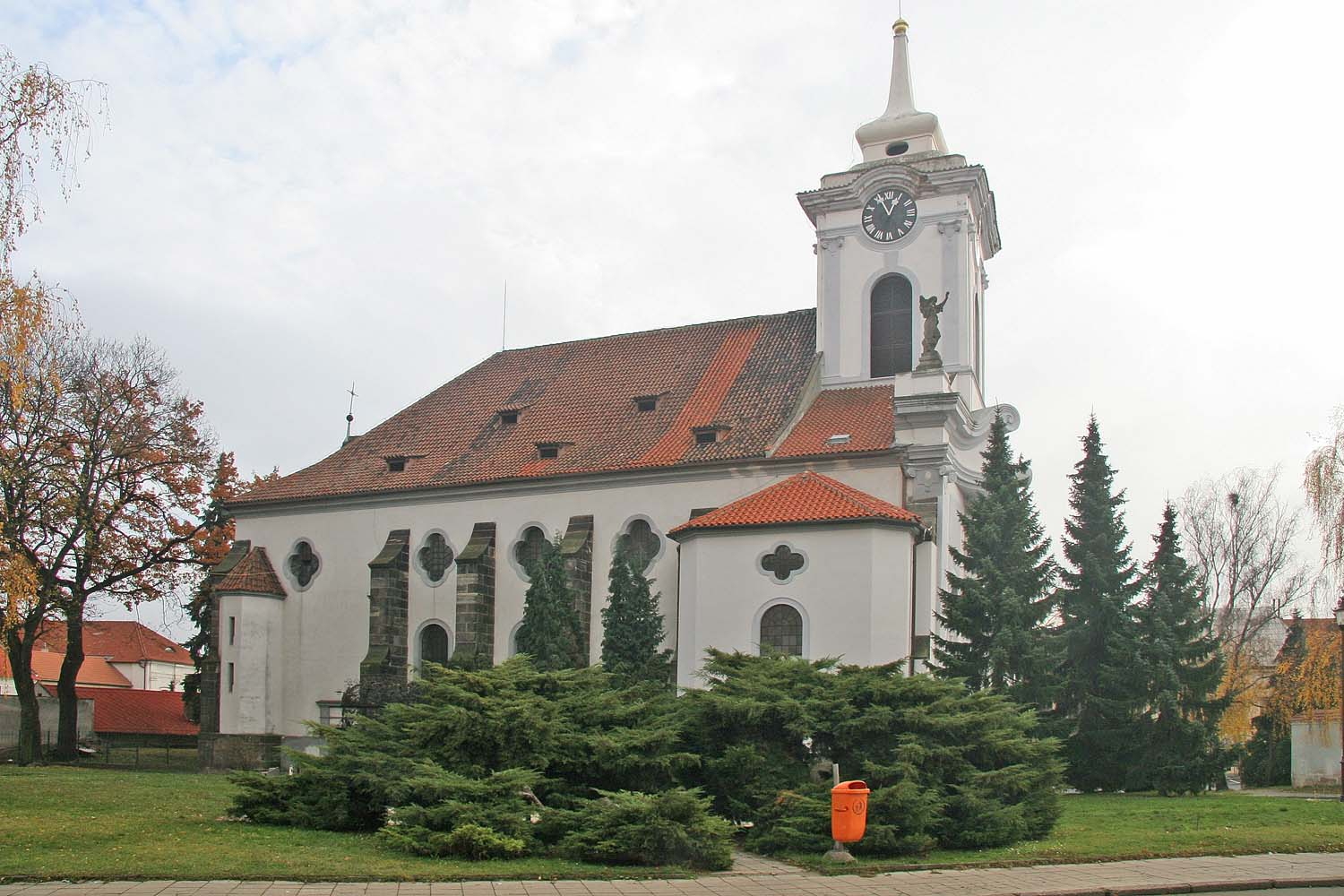
Kostel svatého Gotharda na náměstí Arnošta z Pardubic
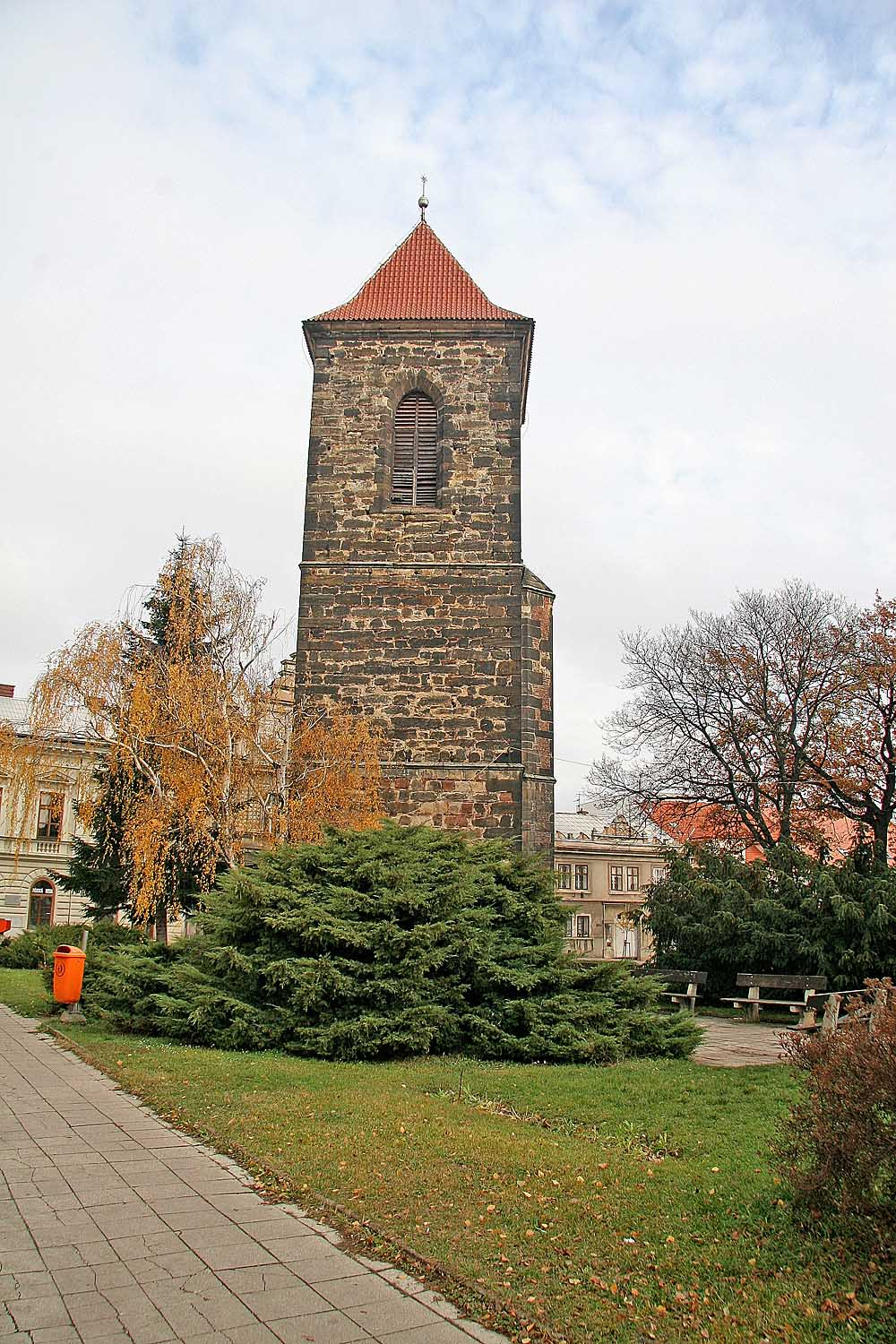
Zvonice na náměstí Arnošta z Pardubic
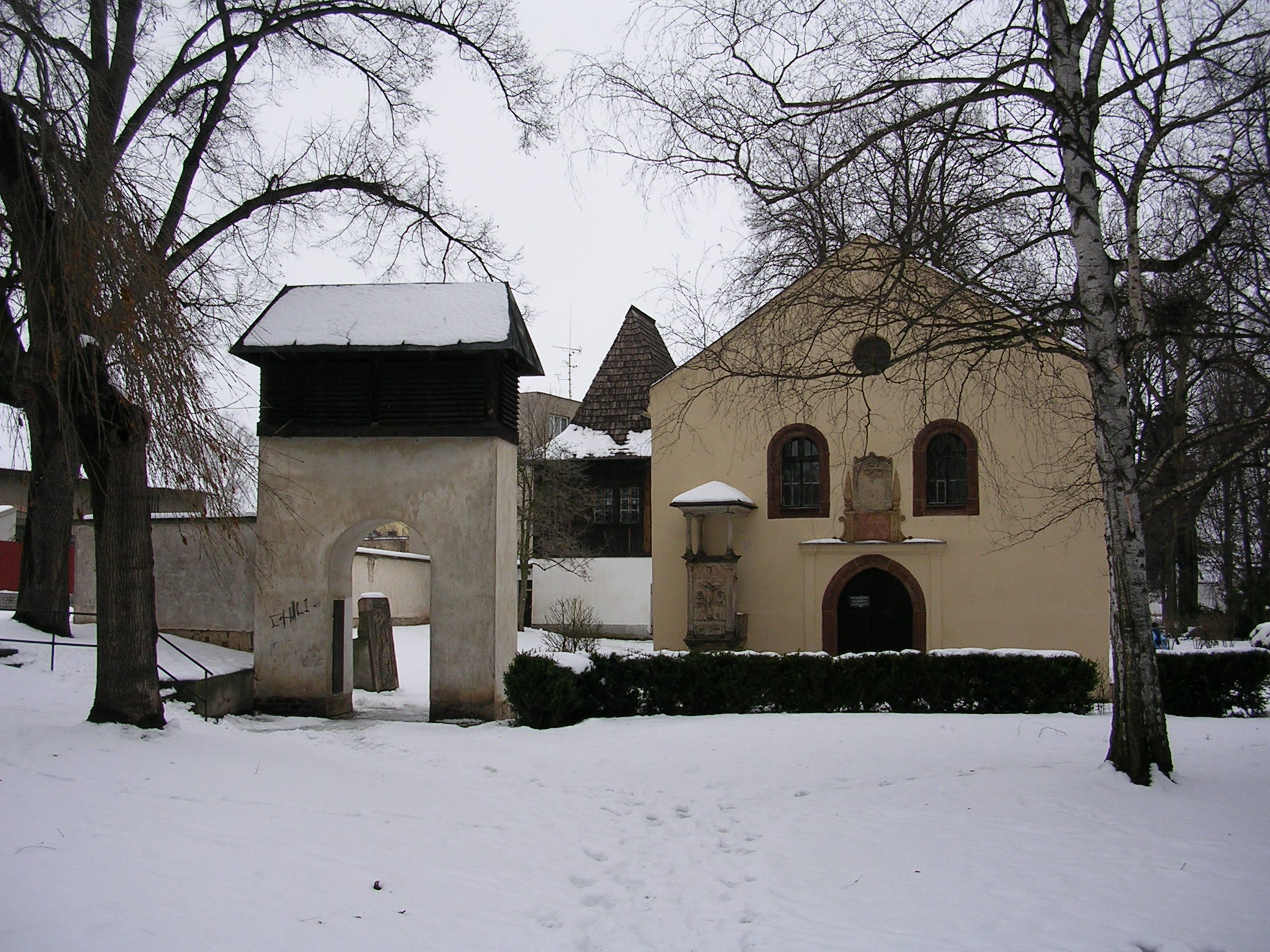
Hřbitovní kostel Nejsvětější Trojice, dnes evangelický
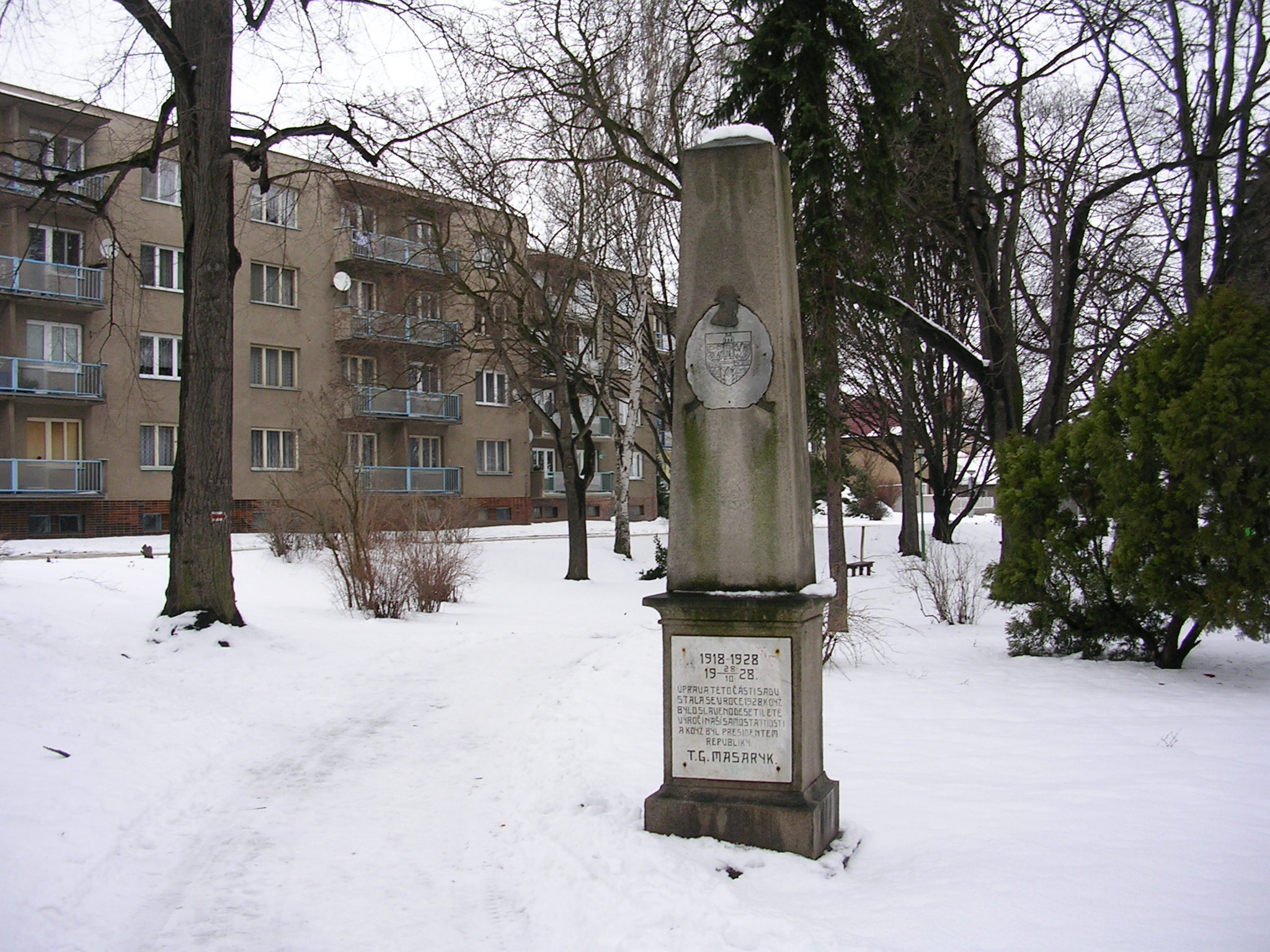
Sady u Jungmannovy ulice
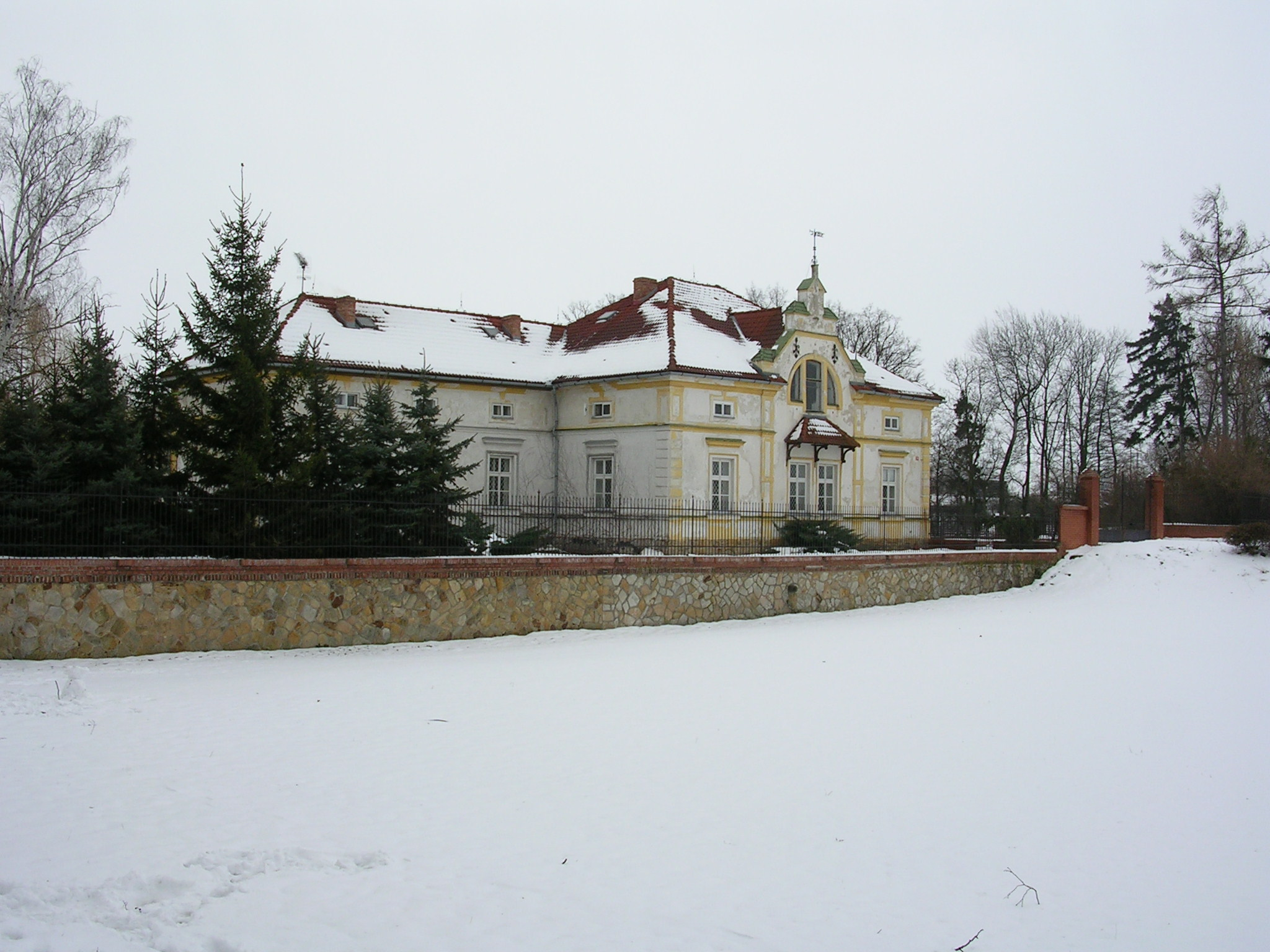
Dvůr a zámeček Chouranice
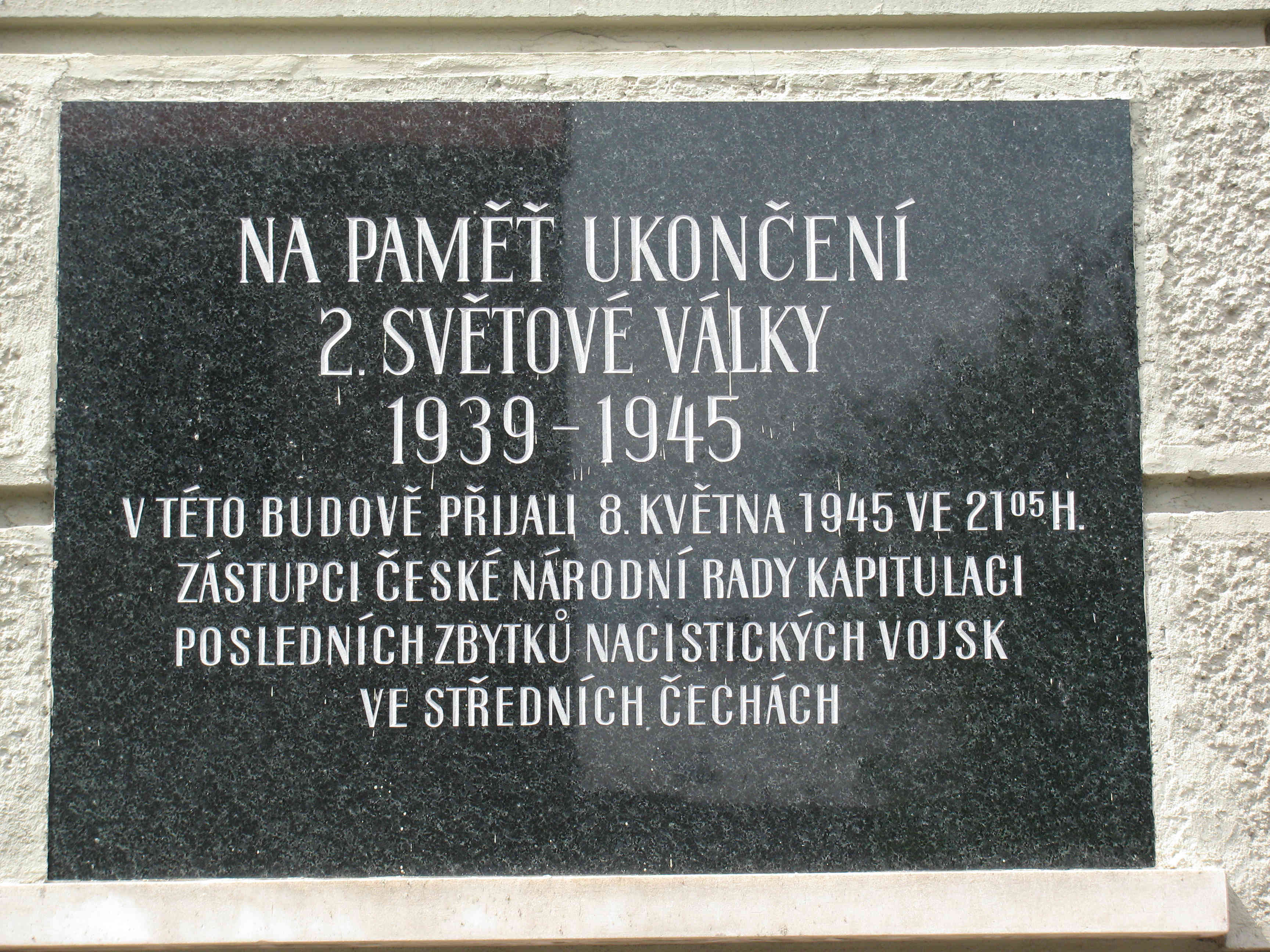
Pamětní deska na budově gymnázia

## Partnerská města
- Köngen, Německo

### Spřátelená města
- Southwell, Spojené království